# Гвоздика альпійська
Гвоздика альпійська (Dianthus alpinus) — вид дводольних рослин роду Гвоздика (Dianthus) родини Гвоздикові (Caryophyllaceae). Рослина вперше описана в 1753 шведським систематиком Карлом Ліннеєм.
Німецька назва — Alpen-Nelke.

## Розповсюдження, опис

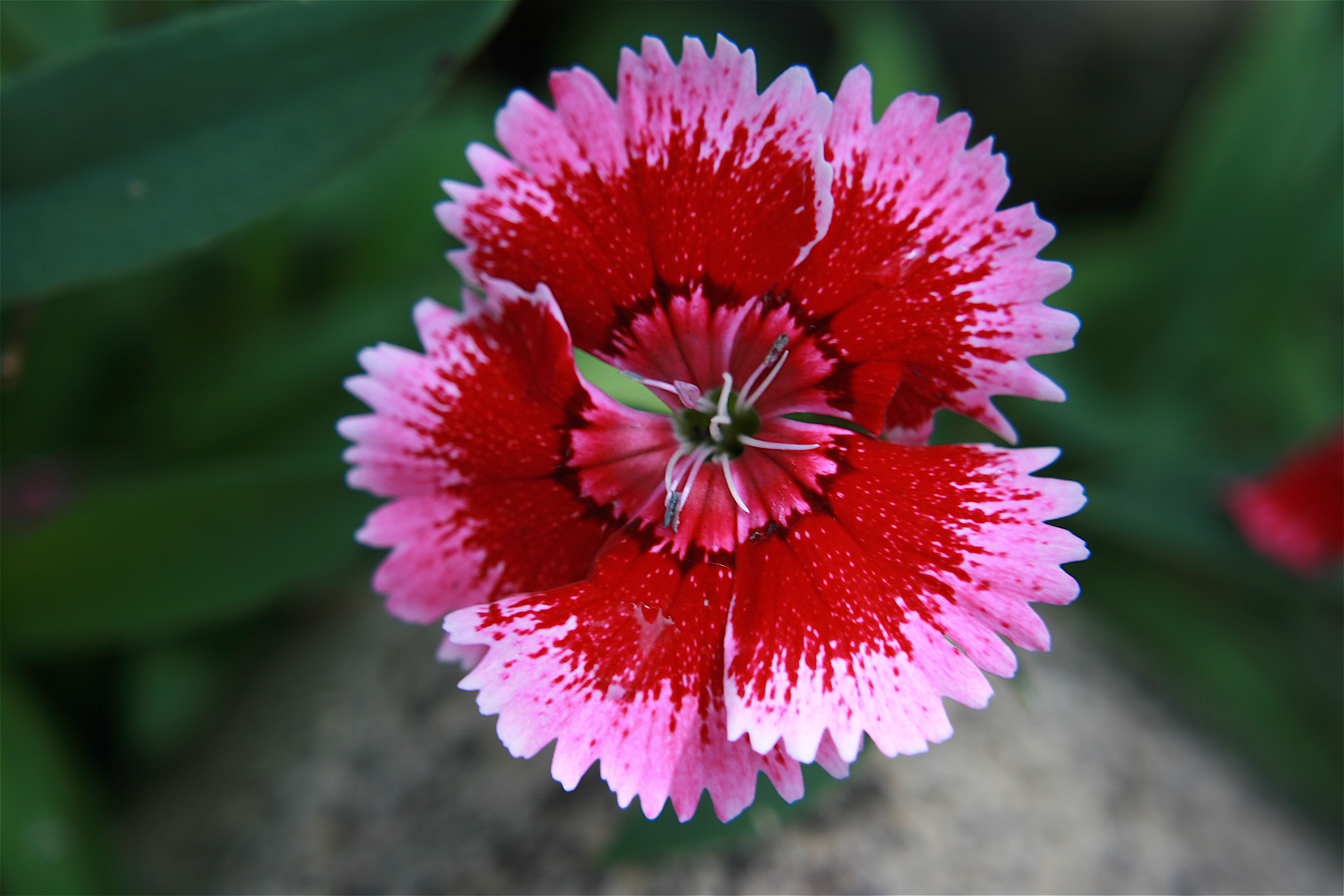
Квітка гвоздики альпійської

У дикій природі поширений в Австрії, на північному сході Італії та на частині території Словенії. Виростає у східних Альпах, на вапнякових ділянках на висоті 1000—2500 м.
Багаторічна рослина заввишки 20-25 см. Квітки червоно-пурпурові .

## Значення
Сорти та гібриди гвоздики альпійської культивуються як декоративні. Дикорослий «варіант» рослини більш вибагливий до навколишнього середовища і погано витримує штучно створені умови.